# Kenny Hulshof
Kenneth C. "Kenny" Hulshof, född 22 maj 1958 i Sikeston i Missouri, är en amerikansk republikansk politiker. Han representerade delstaten Missouris nionde distrikt i USA:s representanthus 1997–2009.
Hulshof avlade 1980 kandidatexamen och 1983 juristexamen vid University of Mississippi.
Hulshof besegrade sittande kongressledamoten Harold Volkmer i kongressvalet 1996. Han omvaldes fem gånger. Hulshof besegrades av demokraten Jay Nixon i guvernörsvalet i Missouri 2008.